# Пржецлавский, Осип Антонович
О́сип Анто́нович Пржецла́вский (Пшецлавский; пол. Józef Emmanuel Przecławski, 1799, местечко Ружаны Гродненской губернии — 10 (22) декабря 1879, Тверь) — российский государственный деятель, цензор, член Совета Министерства внутренних дел по делам книгопечатания; польско-русский публицист, мемуарист, издатель «Петербургского еженедельника» («Tygodnik Petersburgski»), официальной газеты Царства Польского, выходившей в Санкт-Петербурге в 1829—1858 годах.

## Биография
Родился в местечке Ружаны Слонимского уезда Гродненской губернии (ныне городской посёлок в Пружанском районе Брестской области) в семье старинного дворянского рода герба Глаубич („Glaubicz”) в 1799 году и в своих мемуарах писал: «Я очень немного моложе настоящего века…»
В 1815—1817 годах учился на физико-математическом отделении Виленского университета; слушал лекции вместе с поэтом Адамом Мицкевичем. В 19 лет окончив университет со степенью кандидата философии, в 1818 году поступил на должность секретаря при Слонимском уездном предводителе дворянства и прослужил в ней более трёх с половиной лет, в 1822 году вышел в отставку.
Быстро освоив русский язык, с февраля 1824 года служил в канцелярии Министерства внутренних дел. Исполнял обязанности дежурного по входящей корреспонденции при управляющем министерством В. С. Ланском, давнем знакомце отца Пржецлавского (знакомство состоялось в бытность Ланского гродненским губернатором в 1803—1813 годах). Перейдя в Хозяйственный департамент Министерства внутренних дел, Пржецлавский, недовольный порядками, введёнными новым министром А. А. Закревским, в 1829 году оставил службу и перешёл «на собственное содержание» (то есть без жалованья) в Комиссию о построении Исаакиевского собора под руководством Ланского.
В том же году получил разрешение издавать в Санкт-Петербурге газету на польском языке «Петербургский еженедельник».
В 1833 году по просьбе М. М. Сперанского был переведён в Комиссию для ревизии и составления законов Царства Польского и вскоре поручил должность «главного переводчика российского языка». С апреля 1839 года или 1840 года состоял правителем канцелярии этой комиссии (в 1842 году переименован в директора канцелярии) до её упразднения в 1863 году.
Был награждён орденом Святого Владимира 4-й степени; дослужился до чина статского советника (1841), в 1847 году стал действительным тайным советником, с 1858 года — тайный советник. Был награждён также орденом Святой Анны 3-й степени с короной и орденом Белого орла (1865).
С 1853 года также член Главного управления цензуры от Царства Польского. В 1860—1865 годах состоял членом Совета министра внутренних дел. Состоял также членом Виленской археологической комиссии.
В 1865 году вышел в отставку с чином тайного советника и жил преимущественно в имении жены Елизаветы Фёдоровны (Елизавета Флорентина, вдова А. Н. Хвостова, героя Отечественной войны 1812 года адъютанта М. И. Голенищева-Кутузова и генерал-лейтенанта И. В. Сабанеева) в Тверской губернии. В последние годы жизни делал разыскания по еврейскому вопросу, особенно о так называемом «саддукеизме»; оставил в рукописи сочинение, в котором доказывал, что полное осуществление саддукейской доктрины составляет теперь цель и задачу одного древнего еврейского тайного общества, распространенного почти повсюду и скрывающегося до времени под благовидными формами. До конца жизни старался расширять свои познания чтением книг, пополняя обширную коллекцию книг и рукописей на разных языках. С особенной любовью занимался ботаникой и собрал замечательный гербарий. Работал над мемуарными очерками, с начала 1870-х годов публиковавшихся в российской периодике.
Умер в Твери 10 (22) декабря 1879 года.

## Мировоззрение
Масон, посвящён в масонской ложе «Узла единства» („Węzeł Jedności”) в Новогрудке. Вынужденный из-за хлопот по запутанному судебному делу об имении дяди Феликса Бронского обосноваться в Санкт-Петербурге, благодаря масонским связям быстро вошёл в круги высшего светского и чиновного петербургского общества.
Усердно посещал императорскую Публичную библиотеку, изучая мистическую и эзотерическую литературу.
Ревностный католик, религиозный до мистицизма, не был фанатиком и свою терпимость в делах религии перенёс в область политических убеждений. Он не проявлял враждебности к России и доказывал, что существование Польши возможно только в составе российского государства. Вместе с тем Пржецлавский старался действовать на пользу своей родины. Гордясь своим польским происхождением и защищая поляков от несправедливых нападок на них, в то же время был сильным противником польских революционных затей и высказывал это открыто. За осуждение Восстания 1831 года был приговорён польским эмиграционным комитетом к смертной казни, совершенной над его портретом, который был сожжён на Батиньольском поле в Париже.
Благодаря тонкому уму и обширным познаниям был образцовым чиновником и осторожным издателем в царствование императора Николая I, но оказался в числе сторонников реформ, когда со вступлением на престол Александра II в правительственных сферах обнаружились новые веяния.

## Литературная деятельность
В начале 1820-х годов помещал стихи на польском языке в виленской газете «Tygodnik Wileński». В духе польско-русского примирения с 1829 года по 1858 год издавал в Санкт-Петербурге газету на польском языке «Петербургский еженедельник», с 1831 года выходившую дважды в неделю и с 1833 года получившую статус «официальной газеты Царства Польского». Пржецлавскому удалось привлечь к участию в своей газете лучшие литературные силы Польши: в «Тыгоднике Петербургском» сотрудничали Михал Грабовский, Игнацы Головинский, Генрик Ржевуский, Юзеф Игнатий Крашевский, Людвик Штырмер, Людвик Кондратович (Владислав Сырокомля) и другие. Сам Пржецлавский поместил в газете много собственных статей без подписи или подписанные криптонимами E. G., J. Em., herbu G., Mikros.
В русской печати Пржецлавский выступал под своим именем и псевдонимом Ципринус, от латинского Cyprinus — «карп» (геральдический символ его дворянского герба). С 1872 года помещал сначала в «Русском архиве», затем в «Русской старине» воспоминания о своей жизни и о тех лицах, с которыми ему приходилось сталкиваться в течение долгой служебной деятельности. Переход в «Русскую старину» объясняется тем, что издатель «Русского архива» П. И. Бартенев публиковал мемуарные очерки Пржецлавского со своими комментариями и помещал возражения на них, ставившие под сомнения достоверность сообщаемых автором сведений.
В воспоминаниях, написанных талантливо, с большой образностью и увлекательностью изложения, находится множество интересных данных для характеристики петербургского общества 1820—1860 годов и для выяснения польско-русских отношений XIX века. Мемуары Пржецлавского включили очерки жизни и деятельности Н. Н. Новосильцева, поэта Адама Мицкевича, князя Друцкого-Любецкого, художников Александра Орловского и Олешкевича и многих других.
Биографические очерки Пржецлавского и его характеристики исторических деятелей вызвали оживленную полемику. С возражениями и опровержениями выступали H. В. Берг («Ответ H. В. Берга на заметки г. О. А. Пржецлавского»; «Русский архив», 1872), П. В. Кукольник («Анти-Ципринус»; «Русский архив», 1873), В. Г. Авсеенко и другие. В воспоминаниях Пржецлавского усматривалось, при видимом уважении к русским и уверениях в беспристрастии, желание показать нравственное и умственное превосходство поляков над русскими (в частности, при сравнении образованности и кругозора Мицкевича и Пушкина).
Кроме ряда мемуарных очерков и статей в «Русским архиве», «Русской старине», «Санкт-Петербургских ведомостях», в газете «Голос» опубликовал подписанную основным псевдонимом Ципринус статью по поводу романа Н. Г. Чернышевского «Что делать?» (1863). Кроме того, выпустил отдельно в Вильне в 1844 году психологический рассказ «Смерть и возрождение» („Śmierć i odrodzenie. Opowiadanie psychologiczne“) и „Pamiętniki rozumowane“. В 1857 году в Санкт-Петербурге издал свой перевод сочинения барона M. A. Корфа о вступлении на престол императора Николая I под заглавием „Wstąpienie na tron cesarza Mikolaja I, opisane z Najwyżsego rozkazu“.
Большой корпус мемуаров Пржецлавского, рассеянных по различным изданиям, переиздан с комментариями в 2010 году